# Allococalodes alticeps
Allococalodes alticeps là một loài nhện trong họ Salticidae.
Loài này thuộc chi Allococalodes. Allococalodes alticeps được Fred R. Wanless miêu tả năm 1982.